# 149 (عدد)
149 هو عدد صحيح. طبيعي بين 148 و150

## في الرياضيات

### خاصيات
- 149 عدد فردي
- 149 يكتب في صيغة مجموع مربعين كاملين: 148=7²+10²